# Morzeszczyn
Morzeszczyn (tyska: Morroschin, 1942–1945: Leutmannsdorf) är en by och Landgemeinde i Polen. Morzeszczyn är beläget i Powiat Tczewski i Pommerns vojvodskap i nordvästra delen av landet.
Till Morzeszczyn hör följande småorter:
| - Borkowo (Borkau) - Dzierżążno (Dzierondzno) - Gąsiorki (Gonsiorken) - Gętomie (Gentomie) - Kierwałd (Kehrwalde) - Królów Las (Königswalde) | - Lipia Góra (Lindenberg) - Majewo (Paulshof) - Morzeszczyn (Morroschin) - Nowa Cerkiew (Neukirch) - Rzeżęcin (Resenschin, 1942–1945: Resen) |

Även följande bydelar ingår i Morzeszczyn:
| - Bielsk - Brzeźno - Olsze - Olszówka | - Piła (Pilla) - Rzeżęcin-Pole - Suchownia - Ulgany |